# Cerco de Kenilworth
O Cerco de Kenilworth (Junho - Dezembro de 1266) foi um cerco de seis meses em torno do Castelo de Kenilworth e uma batalha da Segunda Guerra dos Barões. O cerco faz parte da guerra civil inglesa travada de 1264 a 1267 pelas tropas de Simão de Montfort contra as tropas monárquicas lideradas pelo Príncipe Eduardo I (depois Rei Eduardo I da Inglaterra).
O cerco foi um dos poucos castelos atacados durante a guerra.

## Contexto
As tropas de Rei Henrique III derrotaram as tropas de Simão de Montfort na Batalha de Evesham em agosto de 1265. Montfort foi morto durante a batalha e seu filho (também chamado Simão), concordou em se render em Dezembro do mesmo ano, em Northampton. Montfort concordou em render Kenilworth, refúgio das tropas baronesas, e cartas foram enviadas para o castelo convidando-os a se renderem. No entanto, as tropas de Kenilworth rejeitaram os termos duas vezes: primeiro em dezembro de 1265 e de novo em Março de 1266, cortando a mão do enviado do rei Henrique III.

## Defesas do castelo
A estrutura do Castelo de Kenilworth é única e contribuiu para o longo período de cerco. Possui uma estrutura formidável devido às suas grandes defesas.
A estrutura defensiva mais notável é o fosso na parte sul do castelo, que ao cruzar o leva para uma torre defensiva. Atrás do fosso há uma lago artificial ao longo do lado sul e oeste do castelo, protegendo-o de uma aproximação por terra. Diques ao longo da parte norte e um segundo lago no lado leste, estendem a proteção ao redor do castelo.

## O Cerco
A ideia de fazer um cerco no castelo surgiu em dezembro de 1265, ocorrendo somente no dia 24 de maio do ano seguinte. Desse ponto em diante, o cerco ocorreu de forma cautelosa. A guarnição do castelo era grande, mais de mil, geralmente estimado em 1,200 homens e preparados para se defender. Do lado de fora do castelo estavam os fiés há monarquia de Henrique III, ao lado de seus filhos Eduardo I e Edmundo. O ataque ao castelo de Kenilworth começou no dia 21 de junho.
As tropas monárquicas usaram todos os dispositivos possíveis. Inúmeras rochas foram atiradas, provavelmente de trabucos, que foram levadas para o cerco, e de "turres ligneas" ou torres de madeira. Um "ursus" também foi construído separadamente para os arqueiros.
Barcaças foram enviadas de Chester para tentar um ataque pelo lago, mas não obtiveram sucesso. O tempo, no entanto, foi a única arma que lhe restaram e a paciência finalmente foi retribuída em 13 de dezembro de 1266, com a rendição da guarnição, após ter acabado o estoque de comida do castelo e a doença ter se proliferado entre a população de dentro do castelo. Após a rendição, os termos do Dictum de Kenilworth foram aceitos.